# Der kleine Rebell (1955)
Der kleine Rebell (Originaltitel: The Littlest Outlaw) ist ein US-amerikanischer Spielfilm von Roberto Gavaldón aus dem Jahr 1955. Das Drehbuch verfasste Bill Walsh. Es beruht auf einer Erzählung von Larry Landsburgh. Die Hauptrollen sind mit Andrés Velázquéz in der Titelrolle und Pedro Armendáriz als General Torres besetzt. In den USA konnte man den Film erstmals am 22. Dezember 1955 auf der Leinwand sehen, in der Bundesrepublik erst zwei Jahre später am 13. Dezember.

## Handlung
Mexiko in den 1950er Jahren. Der zehnjährige Pablito und sein Stiefvater Chato arbeiten auf dem Gestüt des Generals Torres, der Kleine als Pferdejunge, Chato als Stallknecht und Tiertrainer. Pablito hängt sehr an Conquistador, dem Rennpferd seines Herrn. Deshalb schmerzt es den Jungen immer sehr, wenn er mit ansehen muss, wie Chato beim Training das Tier quält, nur weil er eine höhere Leistung aus ihm herausholen will. Als eines Tages Celita, die kleine Tochter des Generals, einen Reitunfall erleidet, befiehlt ihr Vater, Conquistador zu erschießen. Während Chato das Gewehr holt, gelingt es Pablito, mit dem Pferd zu fliehen.
In einer alten verlassenen Stadt trifft Pablito auf zwei Banditen. Der eine von ihnen erkennt den Wert des Pferdes und will deshalb den Jungen töten; den anderen aber rührt der Bub so sehr, dass er ihn mit seinem Pferd weiterschickt. Er gibt ihm auch ein Empfehlungsschreiben an seinen Freund Timoteo mit, dass der ihm behilflich sein solle. Bei diesem angekommen, entpuppt sich der vermeintliche Helfer als Schurke: Er benachrichtigt General Torres und verfrachtet Pablito und Conquistador auf den nächsten Zug nach San Juan. Während Timoteo mit Chato um den Finderlohn feilscht, fährt der Zug die ganze Nacht weiter nach San Miguel Allende. Dort verlassen die Fliehenden die Bahnstation und geraten in eine Prozession. Als Pablito merkt, dass ihm Chato auf den Fersen ist, flüchtet er mit Conquistador in die Kirche. Nachdem der Pfarrer die Geschichte des Jungen angehört hat, entschließt er sich, ihm zu helfen. Gleich am andern Tag führt er Pablito mit seinem Pferd zu seinem Freund Don Pepe, der eine große Farm besitzt. Dort aber widerfährt dem Jungen ein neues Missgeschick: Als ein Kampfstier auf Conquistador losstürzt, scheut das Pferd und sucht das Weite. Tags darauf erfahren der Geistliche und Pablito, dass eine Gruppe Zigeuner Conquistador gefangen genommen und ihn für eine Corrida an die Stierkampfarena in San Juan verkauft hat.
Die Corrida hat bereits begonnen, als der Pater mit seinem kleinen Freund in der Arena ankommt. Pablito erkennt sofort seinen Schützling, der von einem aufs Äußerste gereizten Stier angegriffen wird. Bei dem Zusammenprall wird der Picador aus dem Sattel geworfen. Mit einem Satz springt Pablito in die Arena, gebannt verfolgt von den Augen der Zuschauer. Der Junge schwingt sich auf den Rücken des Pferdes und wagt einen kühnen Sprung über die Barriere der Kampfbahn. Gerettet! Alle Zuschauer – unter ihnen auch General Torres, der Schirmherr der Veranstaltung – atmen auf. Der Mut des Kindes imponiert dem General. Sofort befiehlt er, die beiden Geflohenen nicht weiter zu verfolgen. Als Pablito reumütig vor seinen Dienstherrn tritt und von diesem erfährt, dass von nun an er selbst der neue Besitzer des Pferdes ist, strahlt er vor Glück.

## Kritik
Das Lexikon des internationalen Films zieht folgendes Fazit: „Kurzweiliger Jugendfilm, handlungsreich und mit prächtigen Bildern aus Mexiko.“

## Quelle
- Programm zum Film: Das Neue Film-Programm, erschienen im Verlag Heinrich Klemmer, Mannheim, ohne Nummernangabe